# 白厂门镇
白厂门镇，是中华人民共和国辽宁省锦州市黑山县下辖的一个乡镇级行政单位。

## 行政区划
白厂门镇下辖以下地区：
白厂门村、城西村、头台村、二台村、石家沟村、三台东村、三台西村、西康屯村、阎屯村、韩屯村、南八家子村、郭荒地村和檀屯村。